# One Sweet Day
«One Sweet Day» — песня американской певицы Мэрайи Кэри и квартета Boyz II Men. Авторами песни стали: сама певица, Walter Afanasieff и члены группы Boyz II Men — Wanya Morris, Shawn Stockman, Nathan Morris и Michael McCary; продюсеры — Мэрайя и Walter Afanasieff. Песня была издана вторым синглом альбома «Daydream» в 1995 году.
Сингл установил рекорд пребывания на первом месте в чарте Соединённых Штатов Америки Billboard Hot 100 (16 недель), и является крупнейшим американским хитом в карьерах Мэрайи Кэри и группы Boyz II Men.
Песня закрепилась на 29 месте в списке «100 лучших песен за 50-летнюю историю чарта Billboard Hot 100» журнала Billboard. «One Sweet Day» стал третьим синглом бестселлером 1995 года в Соединённых Штатах с продажами более 1 300 000 песен.

## Приём

### Коммерческий успех
Сингл стал десятым хитом номер один в чарте Billboard Hot 100 у Мэрайи Кэри и четвёртым у Boyz II Men, оставаясь на вершине с 26 ноября 1995 года по 16 марта 1996 года — ровно 16 недель. Ранее Boyz II Men дважды устанавливали рекорд по пребыванию в лидерах: с песней «End of the Road» в 1992 году с 13 неделями и с песней «I'll Make Love to You» 1994 года с 14 неделями. Первыми, кому удалось достичь рекорда в 13 недель пребывания на первом месте были Brandy и Моника с песней «The Boy Is Mine», а затем песня «I Will Always Love You» певицы Уитни Хьюстон смогла достичь такого же результата. В 2005 году Мэрайя Кэри с «We Belong Together» и The Black Eyed Peas в 2009-м с синглом «I Gotta Feeling» оставались на вершине чарта 14 недель с таким же успехом. «One Sweet Day» сместил с первого места песню Уитни Хьюстон «Exhale (Shoop Shoop)» и позже уступил синглу Селин Дион — «Because You Loved Me».
Песня сразу же заняла первое место, сделав Мэрайю первой артисткой, которой удалось дебютировать на вершине чарта больше одного раза, и единственной, кому удалось сделать это два раза подряд. Сингл провел двадцать шесть недель в списке лучших сорока песен, получил двойную платиновую сертификацию от RIAA, и значился на втором месте в Hot 100 по итогам 1996 года.
За пределами Соединённых Штатов «One Sweet Day» достиг лучшей десятки хитов в тринадцати странах и стал хитом первой величины в Новой Зеландии. Несмотря на успех в Европе, песня не стала популярнее предыдущего хита певицы «Fantasy». Этот сингл является большим международным успехом Boyz II Men, и, позже, был включен в сборник лучших хитов «Legacy: The Greatest Hits Collection» 2001 года.
Суммарные продажи сингла в Великобритании составляют 255 000 копий.

### Отзывы критиков
Песня стала самым успешным по продолжительности хитом, согласно MTV Asia Hitlist, где продержалась на вершине чарта рекордные 11 недель.
«One Sweet Day» получил две номинации Грэмми в 1996 году: Премия «Грэмми» за лучшую запись года и Лучшее совместное вокальное поп-исполнение, но проиграл в обеих категориях. Как претенденты на две премии в Grammy Awards, Мэрайя Кэри и Boyz II Men были приглашены на церемонию для исполнения песни «One Sweet Day». В начале вечера Мэрайя выглядела очень счастливой, потому что была номинирована в шести категориях Грэмми и сингл «One Sweet Day», в то время занимал первое место в чарте Hot 100, но певице не удалось выиграть ни в одной категории, на которую была номинирована. Следующим утром было объявлено, что «One Sweet Day» побил рекорд по продолжительности пребывания в чарте, установленный Уитни Хьюстон, тем самым дав Мэрайе «утешительный приз».

## Ремиксы и другие версии
Для песни не было издано много ремиксов, кроме работы Chuck Thompson — «One Sweet Day» (Chucky’s remix), который придал оригиналу песни больше R&B чувственности. В а капелла версии, больше известной как «Sweet a cappella», есть интересная особенность — немного изменена вокальная аранжировка и появилось новое вступление, которое служит противоречием к основной линии песни.
В течение недели, посвящённой Мэрайе Кэри, на великобританском телевизионном шоу X Factor, мужская группа JLS исполнила песню и получила высокие оценки от всех четырёх судей и самой певицы.

## Музыкальное видео
Режиссёром видеоклипа стал Larry Jordan. На видео запечатлены моменты создания песни, от написания текста до записи в студии в феврале 1995 года. Сложность клипа состояла в том, чтобы выделить совместное время для съёмок как для Мэрайи, так и для Boyz II Men.

## Использование на телевидении
Песня упомянута в эпизоде MTV на шоу Daria, «The Misery Chick» (серия 113). Ведущая Анжела Ли сказала: «Кто-нибудь может от него избавиться? Тогда мы сможем спеть „One Sweet Day“?»
Песня была исполнена последней семёркой участников 7 сезона American Idol. Это было групповое исполнение песни перед вечерним отбором конкурсантов.

## Список композиций
Worldwide CD single
1. «One Sweet Day» (Album Version)
2. «One Sweet Day» (Live Version)

Japanese CD maxi-single
1. «One Sweet Day» (Album Version)
2. «One Sweet Day» (Live Version)
3. «Open Arms»

UK CD maxi-single #1
1. «One Sweet Day» (Album Version)
2. «One Sweet Day» (Sweet A Cappella)
3. «One Sweet Day» (A Cappella)
4. «One Sweet Day» (Chucky’s Remix)
5. «One Sweet Day» (Live Version)

UK CD maxi-single #2
1. «One Sweet Day» (Album Version)
2. «Fantasy» (Def Drums Mix)
3. «Joy to the World» (Celebration Mix)
4. «Joy to the World» (Club Mix)

U.S. CD maxi-single
1. «One Sweet Day» (Album Version)
2. «One Sweet Day» (Sweet A Cappella)
3. «One Sweet Day» (A Cappella)
4. «One Sweet Day» (Chucky’s Remix)
5. «One Sweet Day» (Live Version)
6. «Fantasy» (Def Drums Mix)

## Позиции в чартах
| Чарт (1995)                                | Высшее место |
| ------------------------------------------ | ------------ |
| Australian Singles Chart                   | 2            |
| Austrian Singles Chart                     | 25           |
| Belgian Flandres Singles Chart             | 8            |
| Belgian Wallonia Singles Chart             | 8            |
| Canadian Singles Chart                     | 2            |
| Dutch Singles Chart                        | 2            |
| European Singles Chart                     | 6            |
| Finnish Singles Chart                      | 16           |
| French Singles Chart                       | 5            |
| German Singles Chart                       | 25           |
| Irish Singles Chart                        | 4            |
| Japanese Singles Chart                     | 87           |
| New Zealand Singles Chart                  | 1            |
| Norwegian Singles Chart                    | 6            |
| Swedish Singles Chart                      | 7            |
| Swiss Singles Chart                        | 12           |
| UK Singles Chart                           | 6            |
| US Billboard Hot 100                       | 1            |
| US Billboard Hot Adult Contemporary Tracks | 1            |
| US Billboard Hot R&B/Hip-Hop Songs         | 2            |

| Конец 1996 года       | Место |
| --------------------- | ----- |
| США Billboard Hot 100 | 2     |

| Страна (Поставщик)               | Сертификация       |
| -------------------------------- | ------------------ |
| Австралия (ARIA)                 | Платиновый диск    |
| Франция (SNEP)                   | Серебряный диск    |
| Новая Зеландия (RIANZ)           | Платиновый диск    |
| Норвегия (VG-lista)              | Платиновый диск    |
| Великобритания (BPI)             | Серебряный диск    |
| Соединённые Штаты Америки (RIAA) | 2x Платиновый диск |